# Фаро (департамент)
Фаро (фр. Faro) — один из 4 департаментов Северного региона Камеруна. Находится в юго-западной части региона, занимая площадь в 11 785 км².
Административным центром департамента является город Поли (фр. Poli). Граничит с Нигерией на западе, а также департаментами: Бенуэ (на севере), Майо-Рей (на востоке), Вина (на юго-востоке) и Фаро и Део (на севере).

Департамент Фаро на карте Северного региона

## Административное деление
Департамент Фаро подразделяется на 3 коммуны:
1. Бека (фр. Beka)
2. Поли (фр. Poli) (городская коммуна)
3. Поли (фр. Poli) (сельская коммуна)